# Killelton Oratory
Koordinaten: 52° 13′ 41″ N, 9° 52′ 27,6″ W
Die restaurierte Ruine des Killelton Oratory (irisch Cill Eiltín) liegt im Westen des gleichnamigen ausgegangenen Dorfes (Wüstung), im Loch a Duin Valley, in der Nähe von Camp auf der Nordseite der Dingle-Halbinsel im County Kerry in Irland.

## Beschreibung

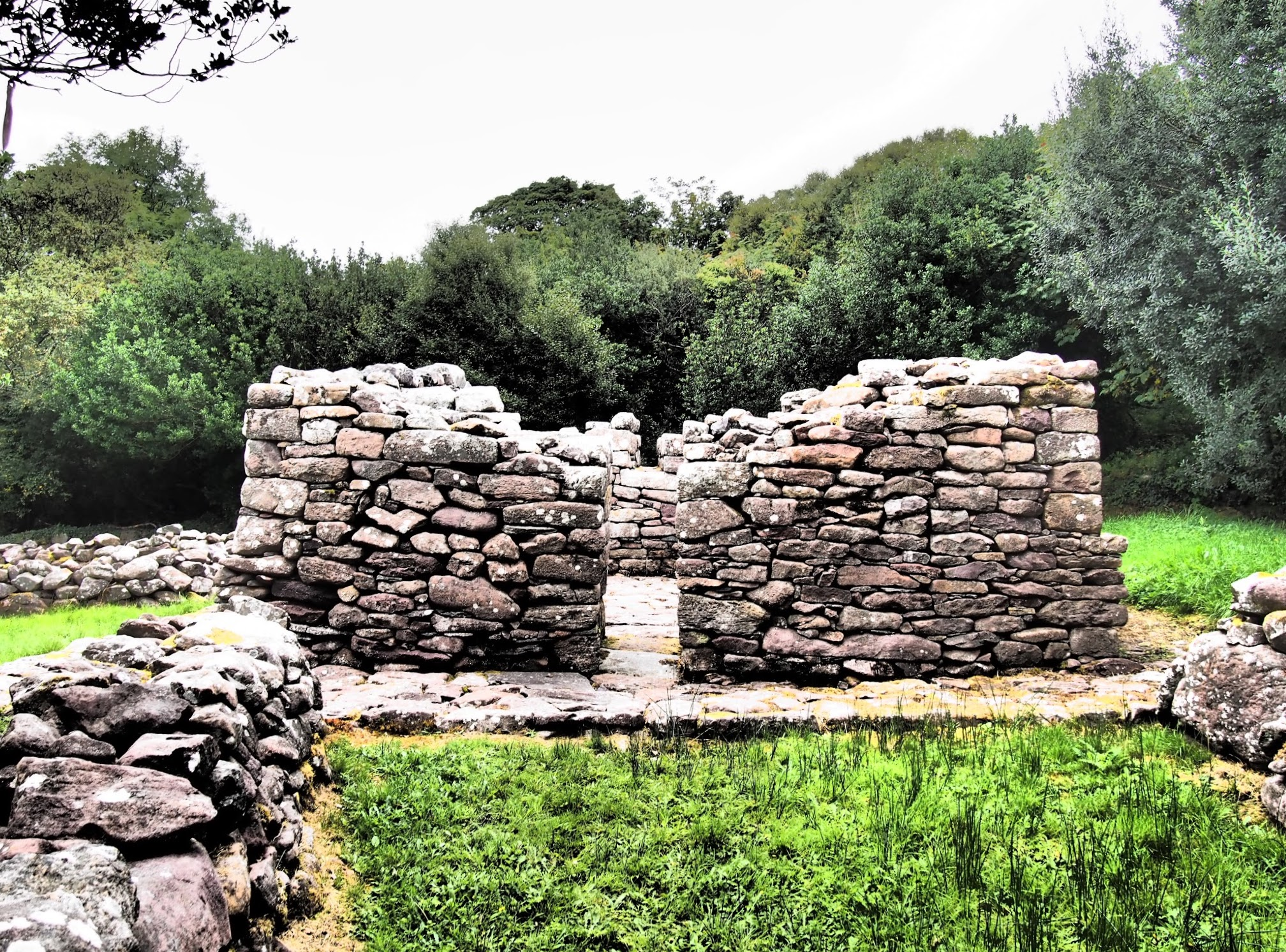
Killelton Oratory

Das Oratorium misst innen fünf Meter in der Länge und ist etwa 3,5 m breit. Ein Merkmal ist der Sockel an der Nord- und Südwand; eine Anordnung, die mehrere frühe Oratorien aufweisen. Während der Restaurierung wurde 1984 ein Lochstein gefunden, der dem Türangelstein des ebenfalls restaurierten Gallarus Oratory ähnlich ist. Auch die zerstörten Oratorien von Raingiléis und Reask hatten derartige Bauelemente.
Die Wiederherstellung hat das Erscheinen der ein paar Jahrhunderte überwachsenen Anlage verändert. Die Höhe der Mauern (zwischen 1,1 und 1,9 m) wurde bei der Rekonstruktion wesentlich vergrößert. Das Oratorium wird von Trockenmauerwerk gebildet. Die Mauern einer fast quadratischen Einfriedung, von der es spärliche Reste gibt, umschließen zwei weitere rechteckige Gebäude.

## Historie
Die erste Erwähnung dieses Platzes erschien 1860 im Ulster Archaeological Journal. Der Autor des Berichts notiert den lokalen Glauben, dass darunter das Grab der milesischen Prinzessin, genannt Fas oder Fais, liege. 1898 berichtete Mary Hickson im „Journal of the Royal Society of Antiquaries of Ireland“ mehr Details. Das Gebiet zwischen Killelton, Caherconree und Maumnahaltora war für 20 bis 30 Jahrhunderte als Glenfais (Fais' Tal) bekannt. Jedoch legen beide und der lokale Historiker Doncha Ó Conchúir das mythische Grab von Fais zwei Meilen weiter weg an das Westufer des Finglas Rivers. Ein Step-stone-Bridge führt durch den Finglas River zu der Stelle.
Die Killelton Church wurde in die Liste der National Monuments of Ireland aufgenommen.

## Legende
Der nahe „Madman's Stone“, ein Bullaun, zeigt den Abdruck einer Handfläche, der von Trinkenden stammen soll, die sich hier aufstützten. Über ihn heißt es: Der Bullaun in diesem Stein wurde von den Feen mit Milch gefüllt und die Leute wurden verrückt, wenn sie bei Nacht das Tal durchstreiften und davon tranken. Die Legende verweist auf die Göttin Oimelg (Schafsmilch), die eine Vorgängerin der Brigid war.

## Der Killelton Stone
Es gibt mehrere Schälchen auf dem in der Nähe stehenden Stein, die wegen der Erosion allerdings schwierig zu erkennen sind. Der obere Teil des Steins ist entlang einer West-Ost verlaufenden Linie durch einen natürlichen Kamm und künstliche Bearbeitung geteilt. Über und unter der Linie sind 36 Schälchen (engl. cups) eingepickt worden, von denen einige oval sind.